# Dealu Bisericii, Vâlcea
Dealu Bisericii este un sat în comuna Sinești din județul Vâlcea, Oltenia, România.

## Vezi și
- Biserica de lemn din Dealu Bisericii

 Acest articol despre o localitate din județul Vâlcea este deocamdată un ciot. Puteți ajuta Wikipedia prin completarea lui.